# Chesapeake (Ohio)
Chesapeake ist ein Village im Süden des Lawrence County im US-Bundesstaat Ohio. Sie ist 1,5 km² groß und hatte (2000) 842 Einwohner, davon 97,7 % Weiße. Der Name ist gleichlautend mit einem Indianerstamm aus Virginia.
Die Ortschaft liegt rund 8,5 km östlich der Südspitze Ohios entfernt, an der Mündung des Symmes Creek in den Ohio River, der hier die südliche Grenze zu West-Virginia bildet. Direkt gegenüber liegt Huntington; die beiden Orte sind durch eine Straßenbrücke, die Robert C. Byrd Bridge, miteinander verbunden.

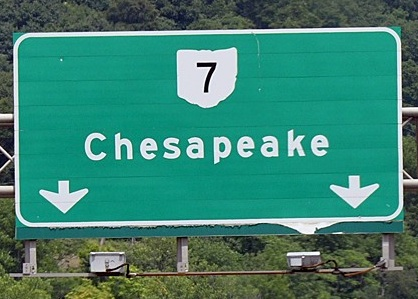
Chesapeake, Ohio

Die Geschichte der Ortschaft reicht bereits auf die frühen Jahre des Lawrence County (gegründet 1816) zurück. Zunächst entstand eine Streusiedlung namens Kounston, benannt nach ihrem ersten Siedler, George W. Kouns. Die heutige Ortschaft und der Name gehen auf die Central Land Company of West Virginia zurück. Diese hatte das Land um die Mündung des Symmes Creek großflächig aufgekauft und unter diesem Namen vermarktet. 1907 wurde jenes Chesapeake schließlich als Village ausgegründet. Die erste Brücke über den Ohio entstand 1926, die heutige Robert C. Byrd Bridge datiert von 1994.